# Inês Zuber
Inês Cristina Zuber (Évora, 11 maart 1980) is een Portugees sociologe en politica namens de Portugese Communistische Partij.
Zuber studeerde sociologie en planningswetenschappen, en werkte daarna aan de Instituto Politécnico de Lisboa. Zij had functies binnen het bestuur, het secretariaat en de jeugdafdeling van de communistische partij. Vanaf 2009 zat ze in de raad van São Paulo.
Op 18 januari 2012 volgde ze Ilda Figueiredo op in het Europees Parlement; zij vertegenwoordigde de Unitaire Democratische Coalitie die deel uitmaakt van de fractie GUE/NGL. Ze was ondervoorzitter van de Commissie werkgelegenheid en sociale zaken en van de delegatie voor de betrekkingen met de landen in Midden-Amerika. Verder was ze lid van de Commissie rechten van de vrouw en gendergelijkheid en van de delegatie  in de Euro-Latijns-Amerikaanse Parlementaire Vergadering. Bij de verkiezingen voor het Europees Parlement in 2014 werd zij herkozen. Op 30 januari 2016 trad zij af omdat zij zich wilde gaan wijden aan de landelijke politiek. 